# Triple hélice
Triple hélice es una descripción (y su funcionamiento) del crecimiento económico o de otro ítem, que propusieron Etzkowitz y Leydesdorff (1966) como un sistema de tres componentes, que son inestables pues tienen intercambios dinámicos y se van desarrollando en espiral. Un ejemplo sería: Universidad, Empresa y Gobierno, creando conjuntamente riqueza con un proyecto común. 
La idea de tres elementos es tan vieja como la filosofía clásica. Dogma de la Iglesia católica. Tema de la sociología de la religión y de la antropología cultural. Es famosa en la división de poderes del Estado moderno. Actualmente, en los años 20, significaba la trinidad de poderes en una ciudad (Chicago). Es el mínimo anillo en la Topología de red. Más tarde como Coalición en las Tríadas y como Metodología de Triangulación de datos, observaciones, métodos y teorías, en Investigación social. Además de su origen moderno en Biología molecular. Es ya un concepto teorético desarrollado en muchos campos.
- Datos: Q6152846